# Соња Јауковић
Соња Јауковић (Београд, 13. јануар 1946) српска је филмска, телевизијска и позоришна глумица.

## Биографија
Соња Јауковић је рођена у Београду 13. јануара 1946. године. Глуму је дипломирала на Факултету драмских уметности у Београду у класи професора Миње Дедића и Миленка Маричића. Чланица је Народног позоришта од 1969. године, а првакиња драме је од 1980. године. Њена ћерка Хана Јовчић је такође глумица.

## Награде и признања
- Добитница је Мајске награде града Београда 1968. године за улогу Госпође Министарке
- Награда Удружења драмских уметника Србије, за улогу Надежде Мандељштам 1981. и Даница Милинчић 1986. године
- Награда Љубиша Јовановић у Шапцу 1981. за Надежду Мандељштам.
- Награда Народног позоришта за најбоља глумачка остварења 1981, 1986, 1994. и 1995. године.
- Пласман међу десет најбољих на Фестивалу жена аутора у Лос Анђелесу, ТВ драма Надежда Петровић 1985. године
- Награда СИЗ културе града Београда за најбоље глумачко остварење на свим сценама, улога Клитемнестре 1998.
- Златни Беочуг за трајан допринос култури Београда 2007. године

## Филмографија
| Год.         | Назив                                  | Улога              |
| ------------ | -------------------------------------- | ------------------ |
| 1980.-те     |                                        |                    |
| 1974.        | Ујеж                                   | Милица Спасић      |
| 1975.        | Ђавоље мердевине                       |                    |
| 1976.        | Кухиња                                 |                    |
| 1978.        | М. В.                                  | Стана Вукелић      |
| 1978.        | Повратак отписаних (ТВ серија)         | Мољчева мајка      |
| 1982.        | 13. јул                                |                    |
| 1982.        | Идемо даље                             | жена               |
| 1982.        | Казивања                               |                    |
| 1984.        | Чудо невиђено                          | келнерица          |
| 1988.        | Заборављени                            | млада              |
| 1989.        | Недељом од девет до пет                | учитељица Борисова |
| 1990.-те     |                                        |                    |
| 1990.        | Заборављени (ТВ серија)                | млада              |
| 1993.        | Рај                                    | Марија             |
| 1995.        | Ориђинали                              | Анина мајка        |
| 1995.        | Све ће то народ позлатити              |                    |
| 1997.        | Горе доле                              |                    |
| 1999.        | У име оца и сина                       | Марица Милетић     |
| 2000.-те     |                                        |                    |
| 2003.        | Лисице (ТВ серија)                     | Мимина мајка       |
| 2006.        | I figli strappati                      |                    |
| 2007 - 2008. | Вратиће се роде                        | Сањина мајка       |
| 2009.        | Рањени орао (ТВ серија)                | Невенкина мајка    |
| 2009.        | Рањени орао                            | Невенкина мајка    |
| 2010.-те     |                                        |                    |
| 2010.        | Грех њене мајке (ТВ серија)            |                    |
| 2009 - 2010. | Село гори, а баба се чешља (ТВ серија) | стрина             |